# Hôpital de Sia
L'hôpital de Sia est un des hôpitaux locaux français de Wallis-et-Futuna ; il est situé sur l'île de Wallis tandis que l'hôpital de Kaleveleve construit en 1992 (9 lits seulement) couvre Futuna.
L'hôpital dépend de l'Agence de santé de Wallis-et-Futuna créée par l'ordonnance 200-29 du 13 janvier 2000 qui emploie 200 personnes dont 8 médecins généralistes (5 sur Wallis et 3 sur Futuna), 5 médecins hospitaliers et un radiologue à l'hôpital de Sia, 3 chirurgiens-dentistes (2 à Wallis et un à Futuna), un pharmacien et un biologiste. Trois dispensaires sur l'île de Wallis assurent également l'offre de soins de premier recours : le dispensaire de Hahake au centre, de Mu'a au sud et de Hihifo au nord).
La médecine libérale est totalement absente du territoire et les soins sont entièrement gratuits pour l’ensemble des résidents de Wallis et Futuna. 

## Histoire
Le premier médecin résidant du protectorat français, Pierre Élie Viala,, a pris son affectation en 1906 et pouvait faire ses consultations dans une case indigène construite près de la résidence avec comme seul équipement une caisse de chirurgie de la Marine et un approvisionnement de médicaments cédés par l'hôpital de Nouméa.
En 1935, un premier hôpital est construit à Sia sur les ordres du résident Jean-Joseph David, médecin colonial français : l'hôpital compte alors 25 lits permettant d'améliorer le système de santé et y ajoute en 1937 un local pour la maternité
En 1975, l'hôpital est complètement réaménagé.
En septembre 2015, l'hôpital s'équipe d'un mammographe puis en en fin d'année 2016 d'un scanner pour un coût d'1,2 million d’euros dispensant les patients d'une évacuation sanitaire en Nouvelle-Calédonie.
Dans le cadre du « Ségur de la santé », un budget de 45 millions d’euros sur 5 ans a été retenue pour la réhabilitation des hôpitaux de Wallis-et-Futuna ; les travaux sont prévus d'être livrés en 2025, qui concerne pour Sia un projet de modernisation, rénovation et extension des infrastructures de santé existantes.

## Activité hospitalière
L'hôpital de Sia dispose de 42 lits : 13 en Chirurgie, 14 en Médecine, 14 en Gynécologie-obstétrique, 1 en Réanimation (ainsi que 7 lits supplémentaires de recours en cas de cyclone ou épidémie).
Le plateau technique se compose d’un bloc opératoire, d’une unité de réanimation, de deux salles pour le bloc obstétrical, d’une salle de radiologie, d’un scanner, d’une activité d’échographie et d’un service de mammographie. Les services de pharmacie et le laboratoire complètent ce dispositif.
En 2021, l'hôpital compte 9 407 jours d'hospitalisations (40,9 % de taux d'occupation moyen) et 398 interventions en bloc opératoire. On recense 114 naissances en 2020 et 8 976 passages aux urgences.
Pour tous les malades atteints de pathologie grave, médicale, chirurgicale ou oncologique, les patients sont transférés en évacuations sanitaires (Evasan) au CHT Gaston-Bourret de Nouméa en Nouvelle-Calédonie, distant de 2 100 km : la quasi-totalité des évacuations sanitaires s’effectue par un des trois vols hebdomadaires d'Air Calédonie. Ces évacuations ont fait l'objet d'une dette conséquente de l'Agence de santé vis-à-vis du centre hospitalier calédonien (800 millions de francs Pacifique en 2008), dette qui a été effacé en 2015 alors que son montant atteignait 1,6 milliard.

## Philatélie
En 1977, l'hôpital de Sia est représenté sur un timbre d'une valeur de 50 Francs issu d'une série consacrée aux Bâtiments et monuments de Wallis et Futuna.